# Janusz Zakrzeński
 (décembre 2023).
Si vous disposez d'ouvrages ou d'articles de référence ou si vous connaissez des sites web de qualité traitant du thème abordé ici, merci de compléter l'article en donnant les références utiles à sa vérifiabilité et en les liant à la section « Notes et références ».
Janusz Zakrzeński (Przededworze, 8 mars 1936 — Smolensk, 10 avril 2010) est un acteur polonais. Zakrzeński est mort dans l'accident de l'avion présidentiel polonais à Smolensk.
Il reçoit à titre posthume la croix de commandeur de l'ordre Polonia Restituta le 16 avril 2010.

## Filmographie
- 1965 : Cendres (Popioły) d'Andrzej Wajda : Napoléon Bonaparte
- 1966 : Lénine en Pologne de Sergueï Ioutkevitch : un officier
- 1968 : Hasło Korn de Waldemar Podgórski : Janek
- 1970 : Różaniec z granatów de Jan Rutkiewicz : Un officier anglais
- 1975 : Obrazki z życia de Jerzy Urban : Batoga
- 1976 : Wielki uklad d'Andrzej Piotrowski : Józef
- 1978 : Co mi zrobisz, jak mnie złapiesz de Stanisław Bareja : l'avocat Fijałkowski
- 1979 : Sekret Enigmy de Roman Wionczek : Gwido Langer
- 1981 : L'Ours :  de Stanisław Bareja : Zagajny
- 1981 : Polonia restituta de Bohdan Poreba : Józef Piłsudski
- 1986 : Menedżer de Ryszard Rydzewski : Le professeur Zwoliński
- 1986 : Epizod Berlin - West de Mieczyslaw Waskowski : Jan Bard
- 1987 : Nad Niemnem de Zbigniew Kuzminski : Benedykt Korczyński
- 1989 : Desperacja de Zbigniew Kuzminski : Huber